# 峰斑林蛙
峰斑林蛙（学名：Rana chevronta）为蛙科蛙属的两栖动物，是中国的特有物种。分布于四川等地。该物种的模式产地在四川峨眉山。